# Lairoux
Lairoux é uma comuna francesa na região administrativa da Pays de la Loire, no departamento de Vendéia. Estende-se por uma área de 13,19 km². Em 2010 a comuna tinha 639 habitantes (densidade: 48,4 hab./km²).